# Catarhoe albescens
Catarhoe albescens là một loài bướm đêm trong họ Geometridae.